# Substance P
La substance P est un neuropeptide, c'est-à-dire un polypeptide ayant des fonctions de neurotransmetteur et de neuromodulateur.
Elle appartient à la classe des tachykinines, classe rassemblant plusieurs peptides ayant en commun une séquence identique dans leur région Carbone terminale.

Elle se fixe sur des récepteurs endogènes spécifiques : les récepteurs NK1.
C'est un polypeptide constitué de 11 acides aminés (undécapeptide) dont la séquence est la suivante :
[Arg-Pro-Lys-Pro-Gln-Gln-Phe-Phe-Gly-Leu-Met].

 C'est le premier neuropeptide à avoir été purifié à l'état pulvérulent (d'où « P » pour powder - « poudre » en anglais) en 1931 par Von Euler et Gaddum.

## Actions
Dans le système nerveux central, la substance P est associée à la régulation des troubles de l'humeur, de l'anxiété, du rythme respiratoire, des nausées et de la douleur.
Les centres du vomissement, situés dans le tronc cérébral, contiennent de fortes concentrations de substance P et ses récepteurs, en plus d'autres neurotransmetteurs comme la choline, l'histamine, la dopamine, la sérotonine. Leur activation stimule le réflexe de vomissement.

Un antiémétique, antagoniste des récepteurs NK1 de la substance P, (dénomination commune internationale : aprépitant) est commercialisé dans la prévention des nausées-vomissements dus à une chimiothérapie émétisante.
En cas de stimulus douloureux, la substance P est libérée par les terminaisons des fibres nociceptives et va se fixer sur des récepteurs spécifiques ; ce qui va activer des neurones au niveau de la corne postérieure de la moelle.
C’est un puissant vasodilatateur qui peut induire une libération de bradykinine, d’histamine et de sérotonine.
L'inactivation de neurones producteurs de substance P induit une disparition des cas de diabète de type I chez des souris qui y sont prédisposées. Paradoxalement, l'injection de substance P aux cellules pancréatiques productrices d'insuline (les cellules β des îlots de Langerhans) attaquées par les cellules immunitaires provoquaient l'arrêt de la réaction auto-immune[réf. nécessaire]. 
Il a été montré que la substance P pouvait stimuler la croissance cellulaire dans la culture de cellule et qu'elle pouvait aider à la cicatrisation d'ulcères « traînants » chez certains patients.